# Langeliniekollegiet
55°23′3.57″N 10°22′39.54″Ø / 55.3843250°N 10.3776500°Ø
Langeliniekollegiet er et kollegium beliggende i Hunderup-kvarteret,  Odense. 
Kollegiet har i alt 21 kollegielejligheder fordelt på tre etager. Hver lejlighed har eget køkken og bad. Yderligere er der et fælleskøkken på hver etage.
Kollegiet ligger tæt på OUH og Winsløwparken hvor mange af SDU Odenses medicinstuderende har deres daglige gang. 
Der er ca. fem km til campus fra kollegiet.

## Historie
- 1965 – Kollegiet blev bygget [1] (hvis man gransker gamle landkort er der dog noget der tyder på, at selve bygningen er opført i perioden mellem 1899 og 1945).